# Wenden (Nadrenia Północna-Westfalia)
Wenden – miejscowość i gmina w zachodnich Niemczech, w kraju związkowym Nadrenia Północna-Westfalia, w rejencji Arnsberg, w powiecie Olpe.

## Współpraca
Miejscowości partnerskie:
- Dingelstädt, Turyngia